# Alessandro Mancini
Alessandro Mancini (Città di San Marino, 4 ottobre 1975) è un politico sammarinese, Capitano reggente della Repubblica di San Marino dal 1º aprile 2007 al 30 settembre 2007 insieme ad Alessandro Rossi, e poi di nuovo a partire dal 1º aprile 2020 insieme a Grazia Zafferani.

## Biografia
Nato a San Marino il 4 ottobre 1975. È sposato e ha una figlia; ha ottenuto il diploma di scuola media superiore presso l'istituto tecnico industriale con specializzazione in elettronica. Libero professionista, è stato presidente del collegio dei periti della Repubblica di San Marino dal 2005 al 2007.

## Attività politica
Si iscrive al Partito Socialista Sammarinese nel 1992, viene eletto nella direzione del partito nel 1997, ed entra nella segreteria politica nel 2003. Nel 2005 a seguito della unificazione tra il Partito Socialista e il Partito dei Democratici, nasce il Partito dei Socialisti e dei Democratici in cui viene riconfermato come membro della segreteria politica del partito. Il 4 giugno 2006 viene eletto per la prima volta in Consiglio Grande e Generale (Parlamento della Repubblica)  nelle file del Partito dei Socialisti e dei Democratici, alle elezioni politiche del novembre 2008 viene riconfermato; in seguito all'emersione di divergenze politiche, esce dal Partito dei Socialisti e dei Democratici. Il 30 settembre 2009 nasce il Partito Socialista Riformista Sammarinese. di cui è fondatore e membro della Segreteria politica. Alle elezioni politiche generali dell'11 novembre 2012, viene rieletto in Consiglio Grande e Generale, nelle file del Partito Socialista. Riconfermato anche nella tornata elettorale del 2016. Dal 2014 al 2019 ricopre l'incarico di Presidente del Gruppo parlamentare del Partito Socialista. L'8 dicembre 2019, a seguito della caduta del Governo, vengono indette nuove elezioni politiche generali, i candidati del Partito Socialista decidono di presentarsi in una lista denominata Noi Per la Repubblica. Alessandro Mancini viene eletto in Consiglio Grande Generale nella XXX legislatura. Il 1 Aprile 2020 viene eletto Capitano Reggente (Capo di Stato). Il 28 gennaio 2023  si presenta alla stampa per illustrare gli esiti di un percorso di confronto - tra Noi Sammarinesi, Movimento Ideali Socialisti e il Consigliere Giacomo Simoncini - che ha portato alla formalizzazione di un accordo di cooperazione politica che ha visto la nascita di "Alleanza Riformista". Attualmente è coordinatore di Alleanza Riformista.

## Incarichi istituzionali  ricoperti XXX legislatura dal dicembre 2019
Eletto in Consiglio Grande e Generale nel Gruppo Consigliare di NOI PER LA REPUBBLICA
Capitano Reggente  (Semestre Aprile – Ottobre 2020)  http://www.reggenzadellarepubblica.sm/on-line/home.html
Presidente della Commissione parlamentare  Finanze, Bilancio e Programmazione; Artigianato, Industria, Commercio; Turismo, Servizi, Trasporti e Telecomunicazioni, Lavoro e Cooperazione -  https://www.consigliograndeegenerale.sm/on-line/home/organismi-istituzionali-e-commissioni-consiliari/commissioni-consiliari-permanenti/elenco-commissioni-consiliari-permanenti/scheda17016541.html

Capogruppo del gruppo Consiliare Noi per la Repubblica
Sindaco di Governo
Membro della IV Commissione parlamentare Sanità e Territorio
Membro della Commissione Urbanistica (CPT)

## Incarichi istituzionali ricoperti in passato
| XXVI legislatura (2006-2008) Eletto in Consiglio Grande e Generale per la prima volta nel Gruppo Consigliare del Partito dei Socialisti e dei Democratici Membro della Commissione Affari Esteri e Ordine Pubblico Membro della Commissione Finanze Membro Gruppo Sammarinese Unione Interparlamentare Capitano Reggente (Semestre Aprile – Ottobre 2007) XXVII legislatura (2008-2012) Eletto in Consiglio Grande e Generale nel Gruppo Consigliare del Partito dei Socialisti e dei Democratici Membro dell’Ufficio di Segreteria del Consiglio Grande e Generale Membro della Commissione Affari Esteri e Ordine Pubblico Membro della Commissione Finanze Membro del Consiglio dei XII XXVIII legislatura (2012-2016) Eletto in Consiglio Grande e Generale nel Gruppo Consigliare del Partito dei Socialista Riformista Sammarinese Membro dell’Ufficio di Segreteria del Consiglio Grande e Generale Membro della Commissione Affari Esteri e Ordine Pubblico Membro della Commissione Finanze Membro del Consiglio dei XII XXIX legislatura (2016-2019) Eletto in Consiglio Grande e Generale nel Gruppo Consigliare del Partito dei Socialista Membro dell’Ufficio di Segreteria del Consiglio Grande e Generale Capogruppo Consigliare dal Febbraio 2017 Membro della Commissione Affari Esteri e Ordine Pubblico Membro della Commissione Finanze Membro della Commissione Sanità e Territorio Membro della Commissione Urbanistica (CPT) Membro del Consiglio dei XII |